# 张泽湘旧居
张泽湘旧居又称张氏旧居，建于1937年，是原大清户部银行、永丰银号经理、中和银号经理、天津钱业公会理事、天津商会监事张泽湘在天津的故居。位于当时的天津英租界的爱丁堡道（Edinburgh Road）（今和平区重庆道106号），该建筑目前是一般保护等级历史风貌建筑。

## 建筑
张泽湘旧居属于生甡里的一部分。生甡里共有通成都道、桂林路和重庆道3个出口。该建筑占地面积为8.9亩，共设有8幢西式普通公寓楼，均为砖木结构2层建筑，局部3层，屋顶为错落平屋顶，外立面为硫缸砖清水墙，建筑前面设有半封闭矮墙，门楣处设有雨厦，建筑背面凸出两翼墙体。建筑前后设有小院。

## 内部链接
- 生甡里